# Elsa Bucaram
Elsa Bucaram Ortiz es una abogada y política ecuatoriana de ascendencia libanesa, hermana del expresidente del Ecuador Abdala Bucaram y del exdiputado Jacobo Bucaram. Miembro del Partido Roldosista Ecuatoriano, fue elegida alcaldesa de Guayaquil, siendo la primera mujer en ocupar ese cargo en la historia de la ciudad. Rigió el municipio entre el 15 de mayo de 1988 y el 17 de mayo de 1991.

## Carrera política

### Alcaldía de Guayaquil
Elsa Bucaram llegó al Municipio de Guayaquil por elección popular en el mes de mayo de 1988. Durante su mandato, organizó una entrega de juguetes para las familias pobres de Guayaquil, pero se aglomeró cientos de personas dejando al menos dos niños muertos por el caos ocasionado alrededor del Palacio Municipal desde cuyo balcón lanzaba fundas llenas con un balón que contenía la leyenda "Abdalá" y otros juguetes. 
El 17 de mayo de 1991, en una sesión del Concejo Cantonal presentó su renuncia con carácter irrevocable. Al ser aceptada por los concejales del extinto Partido Roldosista Ecuatoriano y el concejal Harry Soria Lamán, Elsa Bucaram cesa en sus funciones, y Soria, representante del partido Concentración de Fuerzas Populares y vicepresidente del Concejo Cantonal, asume la alcaldía de Guayaquil.

### Vida política posterior
Tras la alcaldía de Guayaquil, fue diputada nacional en 1992. En las elecciones seccionales de 2002 fue elegida consejera provincial de Guayas.
Fue vocal del Tribunal Supremo Electoral entre 2007 y 2008.

## Sucesión
| Predecesor: Jorge Perrone Galarza | Alcaldesa de Guayaquil 15 de mayo de 1988-17 de mayo de 1991 | Sucesor: Harry Soria Lamán |